# Дні льотні
«Дні льотні» (рос. «Дни лётные») — український радянський художній фільм 1966 режисерів  Микола Літуса і  Леоніда Ризіна. Кінодрама про льотчиків радянських ВПС. Прем'єра відбулась 15 серпня 1966 року.

## Сюжет
Троє молодих лейтенантів несуть нелегку службу в одному з авіаційних полків. На них чекають перші успіхи і невдачі, перші втрати і досягнення...

## У ролях

Ада Волошина у ролі Лесі, нареченої Олексія

- Микола Олялін (кінодебют) -  Микола Болдирєв
- Юрій Кузьменков -  Андрій, Льотчик-ас
- Володимир Петченко -  Олексій
- Микола Єременко -  «батя», командир авіаполку
- Ада Волошина - Леся, наречена Олексія
- Віра Алентова -  Лідія Федорівна, вчителька
- Микола Бармін -  генерал Барибін, командувач
- Борис Савченко -  льотчик
- Віра Бикова-Піжель
- Федір Гладков -  епізод
- Юра Петрушев

## Знімальна група
- Сценарист: Леонід Ризін
- Режисери-постановники: Микола Літус, Леонід Ризін
- Оператор-постановник: Віталій Калашніков
- Художник-постановник: Віталій Шавель
- Режисер: Ігор Вєтров
- Оператор: Вілен Калюта
- Композитор: Євген Зубцов
- Звукооператор: Анатолій Чернооченко
- Режисер монтажу: Т. Бикова
- Художник по гриму: А. Дубчак
- Костюми: О. Соколовська
- Асистенти: режисера — Борис Зеленецький; оператора — П. Соколовський; художника — Микола Терещенко
- Комбіновані зйомки: оператор — Г. Сігалов, художник — Володимир Цирлін
- Редактори: О. Прокопенко, Л. Чумакова
- Директор картини: Г. Брусін

## Відгуки
На сайті IMDb фільм має оцінку 7 з 10 на основі 20-ти відгуків (станом на листопад 2021).